# Blind (Poker)

Beispiel zur Anwendung der Blinds

Das Blind ([blaɪnd]; umgangssprachlich der Blind) ist ein erzwungener Mindesteinsatz beim Kartenspiel Poker.
Ein Blind ist ein vorgeschriebener Einsatz, den nur bestimmte Spieler leisten müssen. Diese Form ist bei den Hold’em-Varianten Texas Hold’em und Omaha üblich. Dabei muss der Spieler links vom Geber (Dealer) einen Einsatz, das so genannte Small Blind, und dessen linker Nachbar das Big Blind, gewöhnlich das Doppelte des Small Blinds, setzen. Die Höhe der Blinds steigt bei Turnieren an, um dem Umstand Rechnung zu tragen, dass sich die Gesamtzahl der Chips auf immer weniger Spieler verteilt. Dadurch wird gleichzeitig die maximale Zeit, die ein Turnier in Anspruch nimmt, begrenzt.
Die anderen Spieler brauchen vor dem Austeilen der ersten Karten keine Einsätze zu leisten. Sie werden geneigt sein, schwache und mittelmäßige Starthände wegzuwerfen, da sie mindestens bis zum Big Blind aufstocken müssten, um beim Flop noch im Spiel zu sein.

## Missed Blind
Verpasst ein Spieler es, die Blinds zu setzen, da er sich nicht am Tisch befindet, kann der Dealer ihm einen Missed Blind Button vor seine Chips legen. Kommt der Spieler zurück an den Tisch, kann er entweder alle verpassten Blinds bezahlen und keine Hände spielen, bis er wieder den Big Blind bringen muss, oder den Tisch mitsamt seinen Chips verlassen.

## Ante und Blinds
Bei einigen Turnieren gibt es im späteren Turnierverlauf sowohl Ante als auch Blinds.